# Daniel Wells (snooker)
Daniel Wells, valižanski igralec snookerja, * 31. julij 1988.

## Kariera
Wells živi v Neathu. Po odlični amaterski karieri je maja 2007 Wells postal prvi prejemnik prestižne štipendije Paula Hunterja, pokojnega zvezdnika športa, ki je umrl pri 27 letih za malignim tumorjem.  Štipendija je Wellsu omogočila, da izpopolni svoje spretnosti na Svetovni snooker akademiji v Sheffieldu. Na akademiji je lahko vadil z nekaterimi vrhunskimi igralci sveta, npr. s Petrom Ebdonom in Dingom Junhuijem. V svetovno karavano se je prvič kvalificiral v sezoni 2008/09, potem ko je serijo turnirjev PIOS (Pontins International Open Series) zaključil na 5. mestu.
Do Svetovnega prvenstva 2009 ni bil najbolj uspešen, saj je v celotni sezoni zmagal 6 in izgubil 7 dvobojev. Ena od njegovih 6 zmag je bila celo zmaga na kvalifikacijah za Prvenstvu Bahrajna, kjer pa njegovega tekmeca ni bilo, tako da je bil prost.
Z igrami na kvalifikacijah za Svetovno prvenstvo pa si je priboril obstanek v svetovni karavani, saj se je iz 2. kroga kvalifikacij prebil kar do 5. kroga. To mu je uspelo s 3 zmagami proti Liju Hangu, Ianu Preecu in Marcusu Campbellu. Vse tri tekmece je premagal z izidom 10-9, s katerim je nato tudi izgubil v 5. krogu, kjer ga je izločil Barry Hawkins.